# 마크 셔틀워스

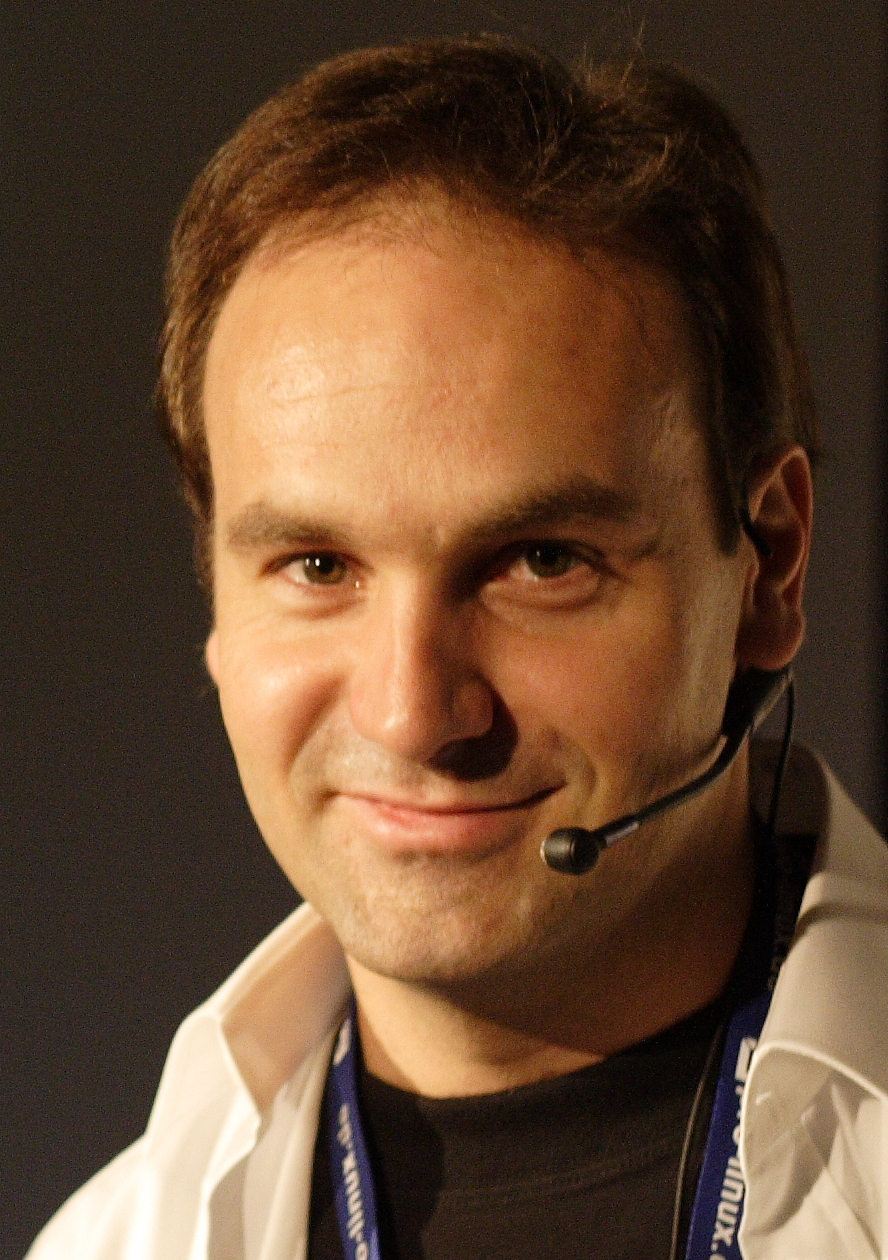
마크 셔틀워스

마크 리처드 셔틀워스(Mark Richard Shuttleworth) (1973년 9월 18일 ~ )은 남아프리카 공화국의 사업가이며, 우주여행자로 우주에 나간 첫 아프리카인이다. 그는 캐노니컬의 창립자이며 우분투의 개발 지휘자로 알려져 있다.
현재 런던에 살고 있으며, 남아프리카 공화국과 영국의 이중 국적을 가지고 있다.

## 참고
1. ↑  africaninspace.com (2002). “우주로 나가는 첫 아프리카인 First African in Space” (영어). HBD. 2007년 10월 13일에 원본 문서에서 보존된 문서. 2007년 10월 4일에 확인함.
2. ↑   Shuttleworth is the first citizen of an independent African country to go into space. Patrick Baudry, an earlier astronaut, was also born in Africa; however, because Baudry's native Cameroon was a French colony at the time of his birth, he is considered a French citizen (although Shuttleworth also had British citizenship at the time of his flight).